# Озеро (озеро)
Озеро — озеро в России, располагается в 1,4 км северо-восточнее села Юматово на территории Верхнеуслонского района Республики Татарстан. Охраняется с 1978 года как гидрологический памятник природы регионального значения «Озеро Озеро».
Представляет собой водоём карстового происхождения, находящийся на правом склоне долины реки Сулица у южной окраины урочища Юматовская Роща. Озеро имеет округлую форму, длиной 40 м и шириной 35 м. Площадь водной поверхности озера составляет 0,08 га. Наибольшая глубина достигает 5,2 м, средняя глубина равняется примерно 2 м.
Питание подземное, устойчивое. Вода малой минерализации (11,5 мг/л), слабо опалесцирующая, без цвета и запаха, прозрачность — 65 см, жёсткость — 6,7 мг-экв/л. Химический тип воды гидрокарбонатно-хлоридно-кальциевый.
На озере имеются за́росли кубышки жёлтой, занесённой в Красную книгу Республики Татарстан.